# هلینیانی
شهر هلینیانی (به روسی: Глиняни) در استان لویو در کشور اوکراین واقع شده‌است. جمعیت این شهر ۳,۰۰۵ نفر (۲۰۲۱ تخمینی) است.
در سال 1910 جمعیت شهر 2.418 نفر بود.